# Новий Мартинів
Но́вий Марти́нів — село Бурштинської міської громади Івано-Франківського району Івано-Франківської області. Колишнє містечко Мартинів.

## Природа та розташування
Новий Мартинів розташований на півночі Івано-Франківської області та на заході Галицького району. Одна половина села знаходиться на пагорбах над Дністром, інша — під цим самим пагорбом, але приблизно за 0,5 км від Дністра.

### Рельєф
У селі горбистий рельєф, лише на «Долині» він рівнинний. На Горі, з північного боку села, є доволі багато горбів.

### Ліси
У селі мало лісів, натомість на північ від села знаходиться Тенетницський ліс. Також перед Тенетницьким лісом знаходиться «Лісок», у «Ліску» переважно широколисті дерева. Особливим місцем у Новому Мартинові є «Ското-Могильник». Це — невеликий гай, у ньому колись були вовки, поблизу було пасовище, тому назвали «Ското-Могильник», також досі там водяться козулі.

## Водойми
Через Новий Мартинів протікає друга за розміром річка України Дністер. Дністер під час його сталого рівня можна перейти вбрід, під час повені вода затоплює усю долину, так було у 2008 році. За останні роки Дністер сильно обмілів, так утворилась затока. Коса, яка відділяє Дністер та «Затоку», заростає чагарником. У селі протікає потічок, який бере свій початок біля «Ското-Могильника», тече через урочище «Ставок», далі через Долину, там він роздвоюється, потім знову зливається, тому жартома можна сказати, що деякі хати знаходяться на острові, потім потік впадає в Дністер.

## Історія
30 січня 1470 року суддя земський галицький Ігнат з Кутища, підсудок земський галицький Миколай Сенявський підтвердили суді Галича запис Ельжбети зі Жмиґроду — доньки кам'янецького старости Теодорика з Бучача. За ним вона продала дві третини прав власності на Мартинів, третину подарувала Яну Ко́лі («Старшому», помер 1472 р.) з Далейова — підкоморію (лат. «succamerario») галицькому.
- 31 серпня 1607 року в містечку було утворено парафію РКЦ, першим плебаном став ксьондз Ян Самборчик. Привілей на її заснування надав дідич містечка та належних до нього сіл Миколай Станінський.

- 20 червня 1624 року відбулась Битва під Мартиновим між коронним і кварцяним військом під командуванням польного гетьмана коронного Станіслава Конєцпольського, приватних корогов під командуванням Томаша Замойського з одного боку та ордою татар, що поверталась зі здобиччю назад. Татари були розбиті.
- У ХІХ столітті громада Нового Мартинова мала власну символіку — печатку з гербом: у полі печатки — два ялинові дерева, між якими селянин з косою на плечі, що йде в правий геральдичний бік (Центральний державний історичний архів України у м. Львові. — Фонд 178. — Опис 2. — Спр. 1283. — Арк. 39).

У 1939 році в селі проживало 970 мешканців (600 українців, 60 поляків, 280 латинників, 30 євреїв), у присілку Сулова — 460 мешканців (170 українців, 130 поляків, 100 польських колоністів, 60 латинників).
У межах села знайдено стародавнього довбаного з суцільного дерева човна з веслом.

## Населення

### Мова
Розподіл населення за рідною мовою за даними перепису 2001 року:
| Мова       | Кількість | Відсоток |
| ---------- | --------- | -------- |
| українська | 411       | 99.04%   |
| російська  | 4         | 0.96%    |
| Усього     | 415       | 100%     |

## Господарювання

### Рибальство
У Новому Мартинові є затока на Дністрі. Там присутні переважно представники родини коропових. У місці впадіння затоки в Дністер є щуки та судаки невеликих розмірів, та доволі великі окуні, і немалі верхоплавки.

### Грибництво
У Тенетницькому лісі є доволі багато синюхів та опеньок, такі самі гриби у Ліску. У Ското-Могильнику є багато беріз, тому там збирають підосичники.

## Спорт

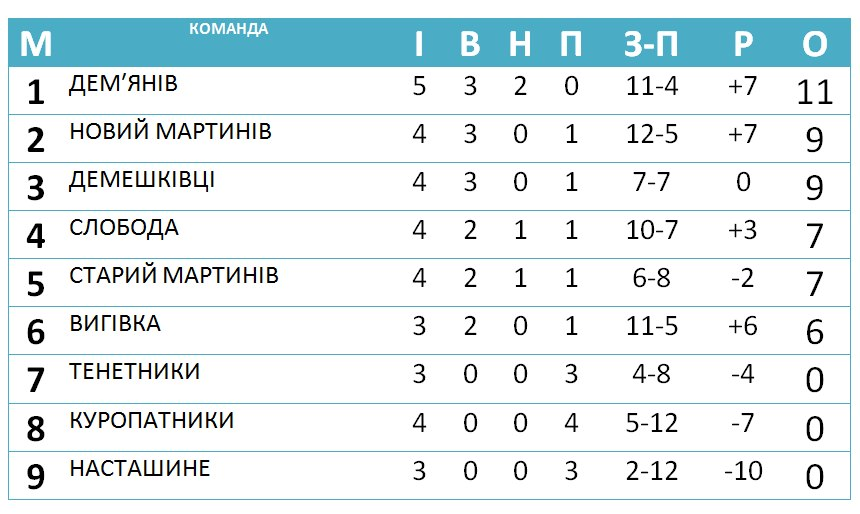
Турнірна таблиця

### Футбол
У селі є футбольна команда яка була заснована на початку 2000 років , але існувала недовго та відновилася у 2010 році.
У 2014 році ФК Новий Мартинів зайняв 4 місце в першості галицького району з футболу та зумів дійти до чвертьфіналу кубка району з футболу що є найвищим досягненням в історії команди.
З 2015 року команда бере участь у чемпіонаті міста Бурштина.

## Відомі люди

### Народились
- Ярослав Худоб'як — батько Ігоря Худоб'яка.
- Пузина Юзеф — польський математик
- Юліуш Тадеуш Тарново-Мальчевський — полковник австро-угорської армії, генерал дивізії Війська Польського.

### Дідичі
- Кщон (пол. Krzcon з Мартинова — батько Катажини, тесть Теодорика Бучацького-Язловецького[9]
- Ельжбета зі Жмигроду Ходоровська-Масловська — донька Теодорика Бучацького-Язловецького, продала дві третини прав власності на Мартинів, третину подарувала Янові Колі («Старшому», помер 1472 р.[2]) з Далейова — «succamerario» (підкоморію) галицькому.[10]
- Миколай Язловецький-Монастирський